# Encyclopédie philosophique universelle

L'Encyclopédie philosophique universelle est une encyclopédie philosophique de langue française en 4 volumes, parue dans les années 1989-1991 aux PUF, sous la direction d'André Jacob.
En 6 tomes, sur plus de 10 000 pages, avec plusieurs centaines de rédacteurs, elle constitue une des plus vastes entreprises encyclopédiques en philosophie qui furent constituées et la plus vaste en français. 

## Principe
Une de ses spécificités, pour un ouvrage écrit par des rédacteurs francophones et majoritairement français, est de s'ouvrir aux philosophies ne relevant pas uniquement de la philosophie occidentale.  Ainsi les notions et les œuvres considérées dans les volumes 2 et 3 considèrent, mais aussi distinguent dans des parties séparées :
- Philosophie occidentale
- Pensées asiatiques (Inde, Chine, Japon, Corée)
- Conceptualisation des sociétés traditionnelles (Afrique, Amérique, Asie du Sud-Est, Océanie)

La distinction est marquée par le glissement sémantique : philosophie > pensées > conceptualisation.

## Composition de l'encyclopédie

### Volume 1:L'Univers philosophique
Ce volume comporte un unique tome, de 1998 pages, dirigé par André Jacob et dont la première édition est de février 1989  (ISBN 2 13 041 441 9)
Subdivisé en deux parties, intitulées « Problématiques contemporaines » et « Matériaux pour la réflexion », il concentre sous une forme thématique ce qui est développé dans le volume suivant. Il s'agit d'une approche systématique de la philosophie.

### Volume 2:Les Notions philosophiques. Dictionnaire
Ce volume est composé de deux tomes. Il est dirigé par Sylvain Auroux. C'est un dictionnaire de 5 000 notions philosophiques chacune ayant un article avec un rédacteur spécifique.

### Volume 3:Les Œuvres philosophiques. Dictionnaire
Ce volume est composé de deux tomes. Il est dirigé par Jean-François Mattéi. C'est un dictionnaire compilant 9 000 écrits de philosophie par 5 400 auteurs, chacun ayant un article avec un rédacteur spécifique.

### Volume 4:Le Discours philosophique
Ce volume comporte un unique tome, de 2784 pages, dirigé par Jean-François Mattéi et publié en novembre 1998  (ISBN 978-2-13-044863-1)
Il est conçu comme un prolongement de L'Univers philosophique. Selon l'éditeur entre autres, « Plus de 2000 textes des plus grands penseurs sont présentés, synthèse des actes de pensée de tous les temps, cartographie de la philosophie mondiale et bibliothèque des œuvres les plus rares ».

## Site officiel
Encyclopédie philosophique universelle chez l'éditeur.